# Katedrala Duha Svetoga u Minsku
Katedrala Duha Svetoga u Minsku, u Bjelorusiji posvećena je Duhu Svetom.
 Glavni je hram Bjeloruskog egzarhata Ruske pravoslavne crkve.
Katedrala potječe iz vremena izgradnje Bernardinskog samostana od 1633. – 1642. godine. U to je vrijeme Minsk bio sjedištem Poljsko-Litavske Unije. Građevna je obnovljena nakon požara 1741. godine.